# David Gilmour in Concert
A David Gilmour in Concert egy koncertfelvétel DVD-n David Gilmour-tól, a Pink Floyd gitáros-énekesétől, amit 2001-ben vettek fel Londonban a Royal Festival Hall-ban. A koncert a Meltdown fesztivál egyik része volt, s David Robert Wyatt egyik fellépője volt. A elhangzott dalok Pink Floyd, illetve Gilmour szerzemények voltak, s olyan vendégszereplők kaptak aznap lehetőséget a fellépésre, mint Richard Wright, Robert Wyatt és Bob Geldof. Továbbá itt szólalt meg először az On an Island című David Gilmour albumról az első szám, mégpedig a Smile, ami előtt David ezt mondta:
Most egy új szám következik, ha valaki fel szeretné venni, akkor az most tegye.

## Számok
1. Shine On You Crazy Diamond (Parts 1-5) (David Gilmour, Roger Waters, Richard Wright) - 10:37
2. Terrapin (Syd Barrett) - 2:56
3. Fat Old Sun (Gilmour) - 3:28
4. Coming Back To Life (Gilmour) - 5:23
5. High Hopes (Gilmour, Polly Samson) - 8:31
6. Je crois entendre encore (Georges Bizet) - 3:50
7. Smile (Gilmour, Samson) - 3:57
8. Wish You Were Here (Gilmour, Waters) - 4:58
9. Comfortably Numb (with Robert Wyatt) (Gilmour, Roger Waters) - 7:26
10. Dimming Of The Day (Richard Thompson) - 4:06
11. Shine On You Crazy Diamond (Parts 6-8) (Gilmour, Waters, Richard Wright) - 7:46
12. A Great Day for Freedom (Gilmour, Samson) - 4:39
13. Hushabye Mountain (Robert B. Sherman, Richard M. Sherman) - 2:12

Bónusz számok 2002 januárjából:
1. Dominoes (Barrett)
2. Breakthrough (Richard Wright-tal) (Wright, Anthony Moore)
3. Comfortably Numb (Bob Geldof-fal) (Gilmour, Waters)

## Közreműködők
- David Gilmour - gitár, ének
- Neill MacColl - gitár, vokál
- Michael Kamen - zongora, angolkürt
- Chucho Merchan - nagybőgő
- Caroline Dale - cselló
- Dick Parry - szaxofon
- Nic France - dob, ütőhangszerek
- Evangéliumi kórus: Sam Brown (choir leader), Chris Ballin, Pete Brown, Margo Buchanan, Claudia Fontaine, Michelle John Douglas, Sonia Jones, Carol Kenyon, David Laudat, Durga McBroom, Aitch McRobbie, Beverli Skeete

Vendégek
- Bob Geldof - ének a Comfortably Numb-nál (2002 január, koncert)
- Robert Wyatt - ének a Comfortably Numb-nál (2001 június, koncert)
- Richard Wright - ének és billentyűsök a Breakthrough-nál, billentyű a Comfortably Numb-nál
- Aitch McRobbie - harmónia ének a Smile-nál

## Bónuszok
A DVD-n lévő 30 perces bónuszoknál olyan számok találhatóak, mint az I Put a Spell on You (Later... with Jools Holland műsor, 1992 júniusa), Don't (2001 januárjából egy Jerry Leiber és Mike Stoller Tribute koncertről) és egy William Shakespeare szerzemény Sonnet 18 címen, amit David Astoria nevű hajóstúdiójában vettek fel. Továbbá még egy különleges High Hopes szám is szerepel, amin David háttérénekesként énekel, dalszövegek, egy házi felvétel, amint épp próbál az együttes a kórussal és egy Spare Digits nevű rész, ahol hat olyan szám van, amit David gitárjának fogólapjára erősített kamerával készítettek el.

## Külső hivatkozások
- Hivatalos oldal (angolul)